# 董家禄
董家禄（1966年9月—），男，汉族，云南师宗人，1989年12月加入中国共产党，1987年7月参加工作，中央党校研究生学历。曾任天津市人民政府副市长、天津市公安局局长，现任贵州省人民政府副省长。